# Spodnja Rečica
Spodnja Rečica je naselje v Občini Rečica ob Savinji ob glavni cesti Mozirje - Ljubno.
Dejavnosti : kmetijstvo ; mala hidroelektrarna; predelava kovin, kovinoplastika; lesna predelava in trgovina; kmečki mlin in pekarna; tekstilni izdelki;  storitvene dejavnosti :zidarstvo, več avtoprevozništev, elektro instalacije, avtoelektrika, gostinstvo, dnevni bar, najem apartmajev.